# Harpa
Harpa, tên tiếng Anh: "harp snail", là một chi ốc biển săn mồi cỡ lớn, là động vật thân mềm chân bụng sống ở biển thuộc họ Harpidae.
Harpa chi điển hình của họ Harpidae.

## Các loài
Các loài thuộc chi Harpa bao gồm:
- Harpa amouretta Röding, 1798
- Harpa articularis Lamarck, 1822
- Harpa cabriti Lamarck, 1816 - đồng nghĩa: Harpa ventricosa Lamarck, 1816
- Harpa costata (Linnaeus, 1758)
- Harpa crenata Swainson, 1822
- Harpa davidis Röding, 1798
- Harpa doris Röding, 1798
- Harpa fulvomichaelensis Orga, 1999
- Harpa goodwini Rehder, 1993
- Harpa gracilis Broderip & Sowerby I, 1829
- Harpa harpa (Linnaeus, 1758) - đồng nghĩa: Harpa nobilis Lamarck, 1816 (non Röding, 1798)
- Harpa kajiyamai Rehder, 1973
- Harpa major Röding, 1798

## Hình ảnh

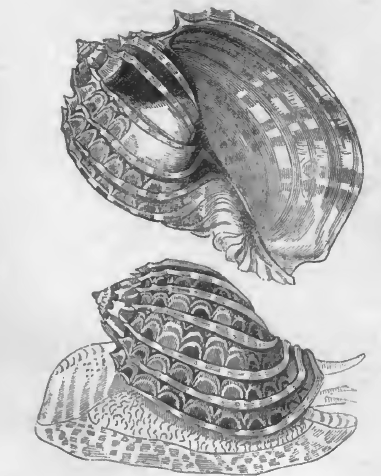
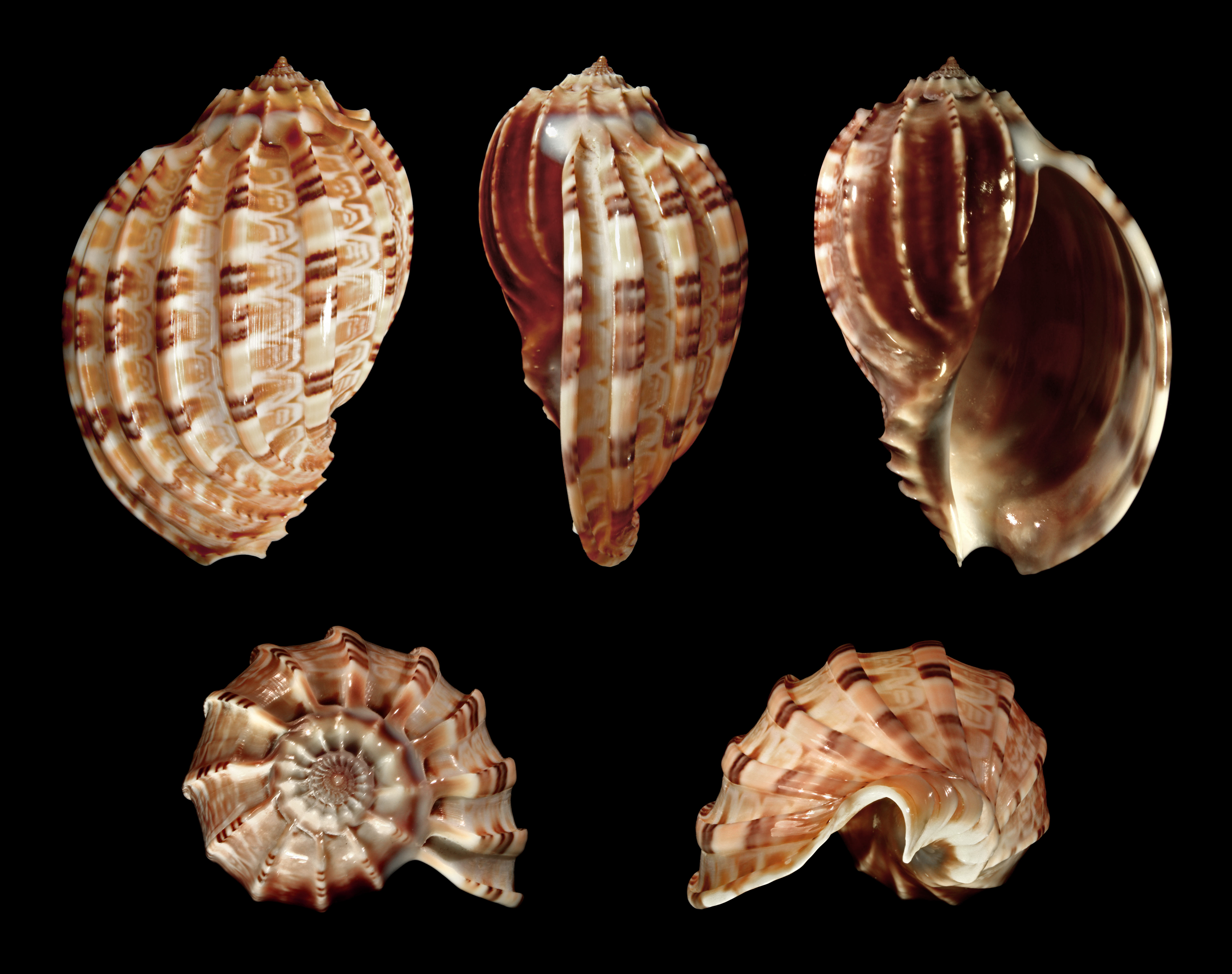
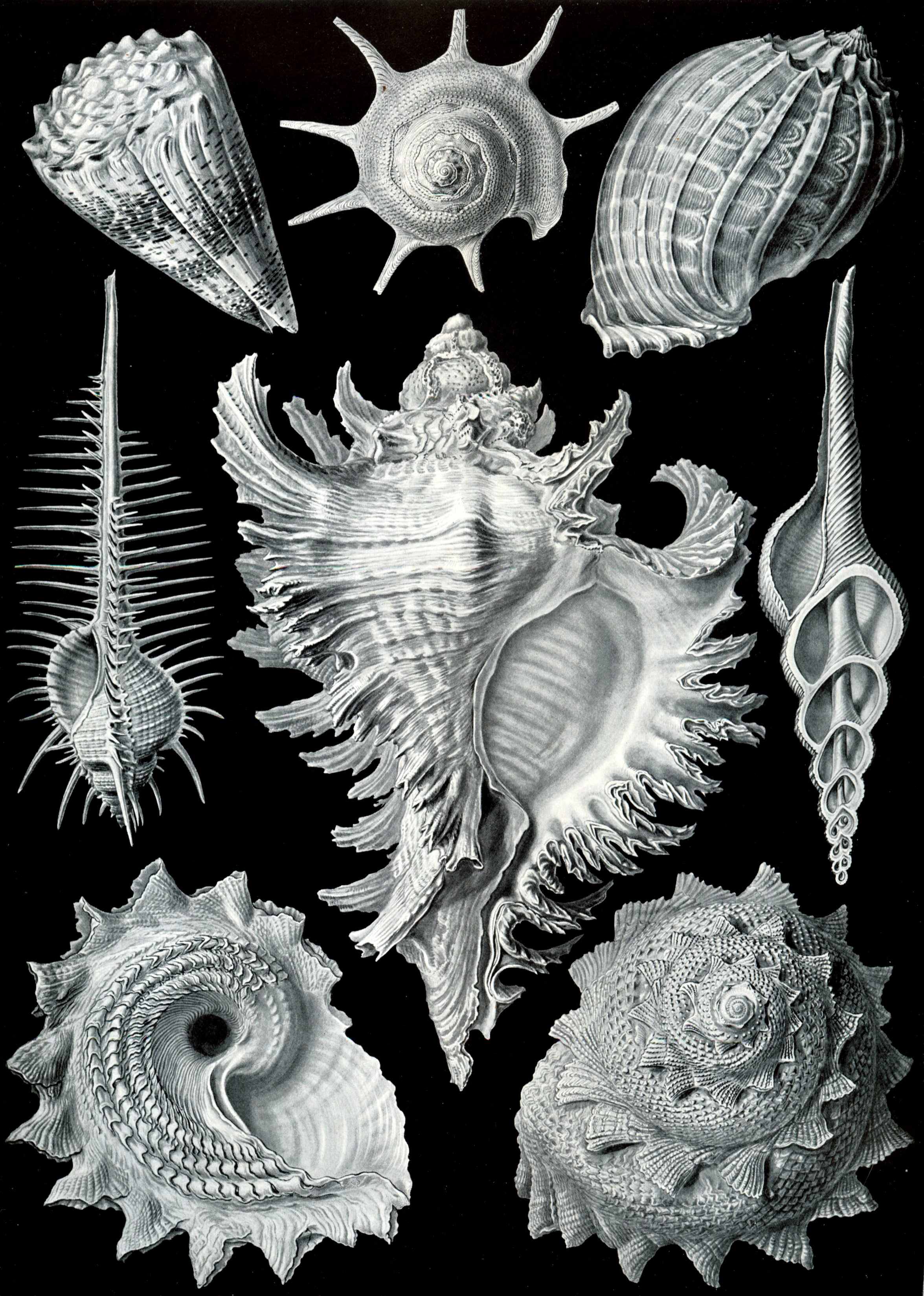
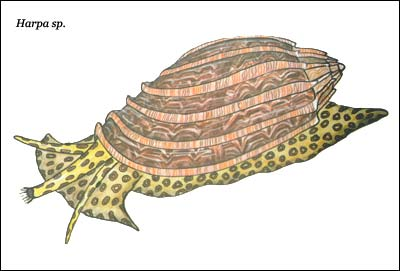